# Vaudricourt (Somme)
 Vaudricourt  es una población y comuna francesa, en la región de Picardía, departamento de Somme, en el distrito de Abbeville y cantón de Friville-Escarbotin.

## Demografía
| 409 | 404 | 384 | 457 | 465 | 451 |
| Para los censos de 1962 a 1999 la población legal corresponde a la población sin duplicidades (Fuente: INSEE [Consultar]) |     |     |     |     |     |